# صعو أوراسي

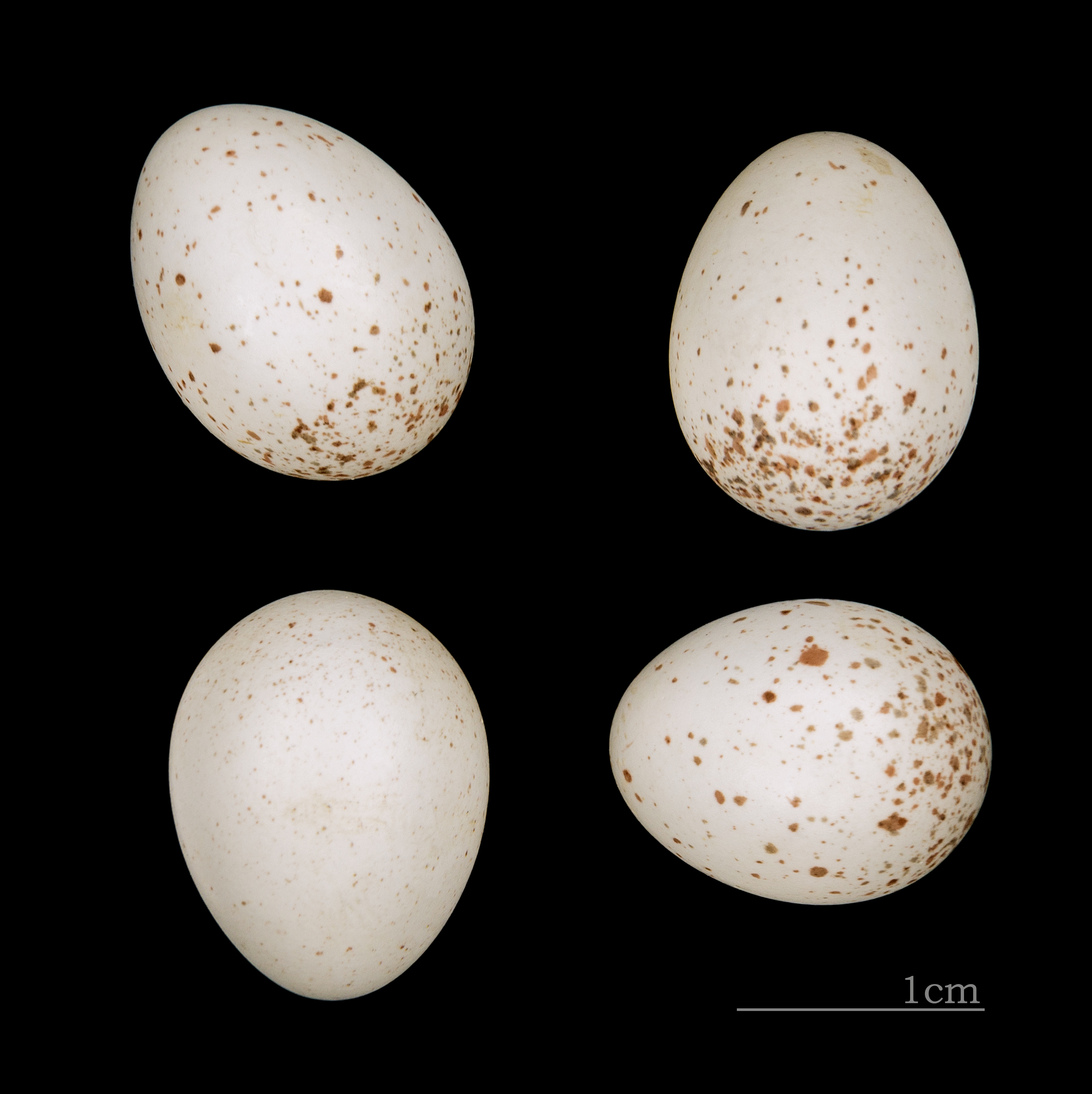
Troglodytes troglodytes

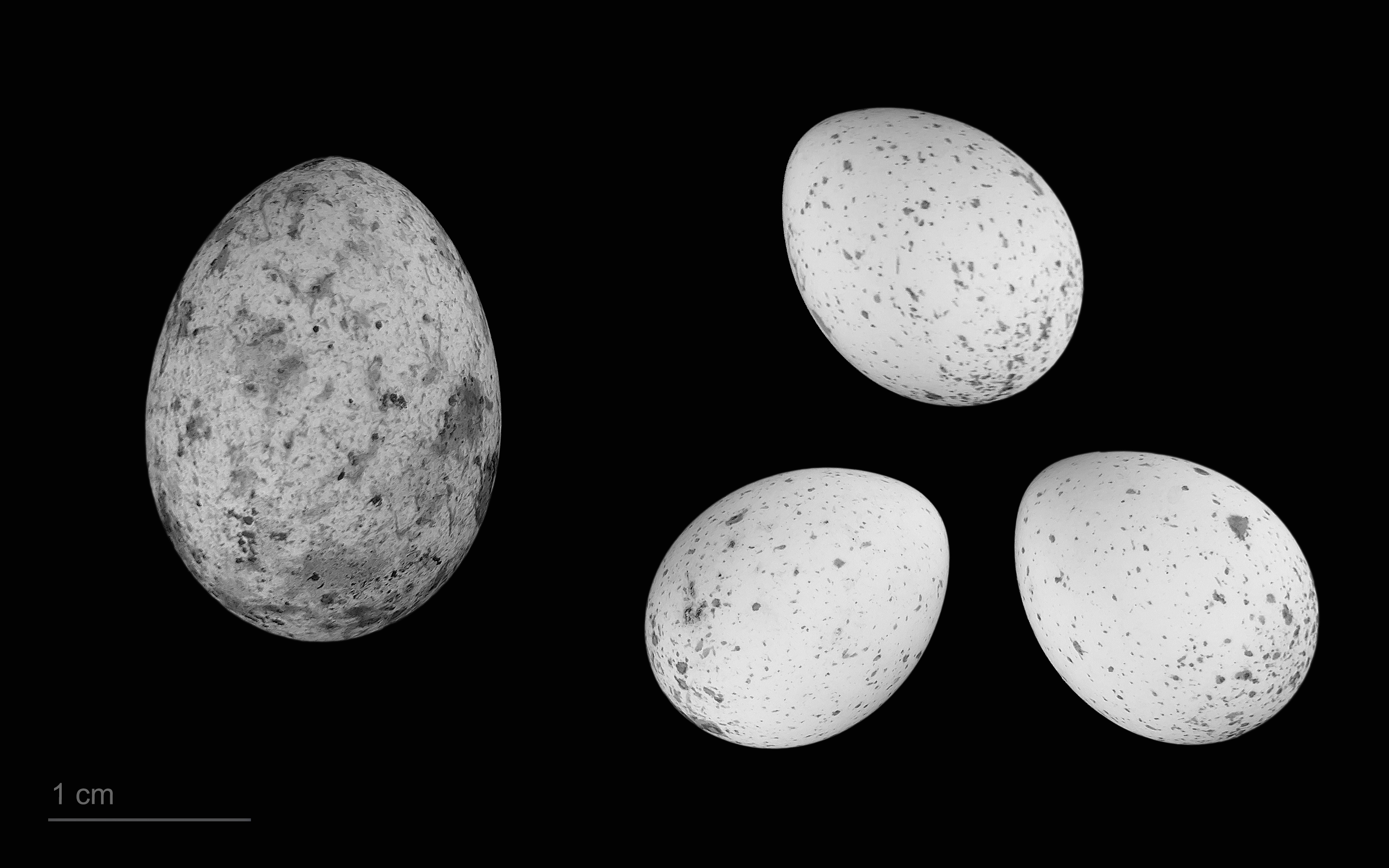
Cuculus canorus canorus + Troglodytes troglodytes

صعو أوراسي (الاسم العلمي: Troglodytes troglodytes) (بالإنجليزية: Eurasian Wren)‏، هو طائر ينتمي إلى نمنمة (فصيلة: Troglodytidae).